# 雷德伍德縣
雷德伍德縣（英語：Redwood County）是美國明尼蘇達州西南部的一個縣，東北以明尼蘇達河為界。面積2,282平方公里。根據美國2000年人口普查，共有人口16,815人。縣治雷德伍德福爾斯 (Redwood Falls)。
成立於1862年2月6日，縣名來自當地常見的雪松和柳樹。